# Einar Langfeldt
Einar Langfeldt, född 1 december 1884 i Kristiansand, död 1966, var en norsk fysiolog. Han var bror till Gabriel Langfeldt.
Langfeldt blev student 1903, candidatus medicinæ 1909 och doctor medicinæ 1920. Han blev assistent vid Rikshospitalet 1911, amanuens vid Kristiania universitets fysiologiska institution 1915, universitetsstipendiat i fysiologi och patologisk kemi 1919 samt professor i fysiologisk och medicinsk kemi 1925. Han var föreståndare för fysiologiska institutionen från 1931, specialist i ämnesomsättningssjukdomar från 1922, blev ledamot av Det Norske Videnskaps-Akademi 1926 och var rättsmedicinsk sakkunnig från 1931. 
Langfeldt skrev en Lærebog i fysiologisk og medicinsk kjemi (1928).